# Call of Duty: United Offensive
Call of Duty: United Offensive (с англ. — «Зов долга: Совместное наступление») — компьютерная игра, дополнение к игре Call of Duty. Игра была разработана компанией Gray Matter Interactive и издана компанией Activision 14 сентября 2004 года.
В игре присутствует 13 новых одиночных миссий — операция в Арденнах, вылазка в составе диверсионного подразделения на Сицилию, бой на привокзальной площади Харькова, авианалёт на Роттердам.

## Нововведения

### Графика
Графика практически не изменилась, за исключением некоторых эффектов (дым, огонь, освещение, объёмный свет, анимация движения облаков и так далее).

### Геймплей
Игровой процесс не претерпел особых изменений по сравнению с оригинальной игрой, однако в United Offensive можно обнаружить ряд довольно заметных новшеств. Во-первых, в игре появился бег. Герой может некоторое время двигаться быстрее, однако вскоре устанет и начнёт тяжело дышать. Во-вторых, теперь можно подрывать автомобили из крупнокалиберного оружия или длинной очередью из пулемёта. В-третьих, помимо управления танком, разработчики дали возможность игроку прокатиться на джипе в качестве пулемётчика, а также вести пулемётный огонь по немецким «Мессершмиттам» с борта бомбардировщика B-17. Также стоит отметить улучшенный искусственный интеллект противников и более детально проработанные локации (мебель, разбросанные детские игрушки, растительность и др.).

### Новый контент
Помимо новых миссий и персонажей, в игру добавили несколько новых единиц техники (американский танк «Шерман», джипы Horch и ГАЗ-67Б, Фердинанд (САУ), СУ-152 (САУ)) и оружия (самозарядные винтовки для Германии и СССР, ручные пулемёты разных моделей, Базука, Панцершрек и дымовые гранаты), что вкупе с геймплейными изменениями разнообразило не только одиночную кампанию, но и многопользовательскую.

## Многопользовательская игра
Многопользовательская игра может вестись на одной из нескольких карт, большая часть которых является переработками заданий из одиночной игры. Игрок выбирает одну из сторон: страны Оси (Германия) или союзники (в том числе СССР, США или Британия).

### Бой против всех
Особенности режима:
- в режиме настраиваются: время игры, максимальное количество врагов;
- каждый игрок получает очки за убийства других игроков;
- за самоубийства очки снимаются;
- если игрок умирает, то он почти сразу воскресает, в зависимости от настроек сервера, в случайном месте на карте.

Условия победы:
- игрок набирает максимальное количество очков;
- игрок набирает большее количество очков по завершении времени, отпущенного на игру.

### Командный бой
Особенности режима:
- в режиме настраиваются: время игры, максимальное количество очков;
- игроки распределяются по двум командам: Союзники и Бойцы Оси;
- за убийства вражеских игроков команде начисляются очки;
- за самоубийства и убийства игроков своей команды, очки снимаются;
- если игрок умирает, то он по истечении заданного настройками периода времени перерождается в случайном месте на карте.

Условия победы:
- команда набирает максимальное количество очков;
- команда набирает большее количество очков по завершении времени, отпущенного на игру.

### Захват флага
Особенности режима:
- в режиме настраиваются: время игры, максимальное количество очков;
- игроки распределяются по двум командам: Союзники и Бойцы Оси;
- у каждой команды есть «база», на которой находится её флаг;
- игроки должны похитить флаг вражеской команды, чтобы принести его к своему флагу на базе, за что команде начисляются очки;
- если игрок умирает, то он перерождается по истечении заданного настройками периода времени в случайном месте на карте.

Условия победы:
- команда набирает максимальное количество очков;
- команда набирает большее количество очков по завершении времени, отпущенного на игру.

### Штаб
Особенности режима:
- в режиме настраиваются: время игры, максимальное количество очков;
- игроки распределяются по двум командам: Союзники и Бойцы Оси;
- периодически на карте в случайных местах возникает штаб, представляющий собой рацию, который необходимо захватить, находясь в непосредственной близости от него в течение некоторого времени;
- захватив штаб, команда обязана не подпускать к нему игроков вражеской команды;
- очки начисляются команде за время удержания штаба;
- пока захвачен штаб, атакующие могут перерождаться по истечении заданного настройками периода времени, в то время как защищающие перерождаются только после уничтожения штаба.

Условия победы:
- команда набирает максимальное количество очков;
- команда набирает большее количество очков по завершении времени, отпущенного на игру.

### Поиск и уничтожение
Особенности режима:
- в режиме настраиваются: время игры, количество раундов, время одного раунда;
- игроки распределяются по двум командам: Союзники и Бойцы Оси;
- на карте располагаются два объекта A и B, на одном из которых союзники пытаются заложить бомбу, а бойцы Оси этому препятствуют;
- игроки перерождаются только в начале следующего раунда.

Условия победы в раунде:
- Союзники:
  - убийство всех игроков вражеской команды;
  - установка бомбы с часовым механизмом на одном из двух объектов и недопущение её обезвреживания.
- Бойцы Оси:
  - убийство всех игроков вражеской команды;
  - недопущение установки бомбы с часовым механизмом в течение времени, отпущенного на раунд;
  - обезвреживание установленной бомбы.

Условия победы в игре:
- команда набирает большее количество очков по завершении раунда.

### Штурм базы
Особенности режима:
- в режиме настраиваются: время игры, количество раундов, время одного раунда;
- игроки распределяются по двум командам: Союзники и Бойцы Оси;
- на карте располагаются три базы A, B и C, обе стороны пытаются сначала уничтожить верхнюю часть бункера (из гранатомётов, базук, панцерфаустов, танков, САУ и даже с помощью ранцевых зарядов);

Условия победы в раунде:
- Союзники
  - Уничтожить все бункеры Оси первыми;
  - Уничтожить большее количество бункеров, чем бойцы Оси;
- Бойцы Оси
  - Уничтожить все бункеры союзников первыми;
  - Уничтожить большее количество бункеров, чем союзники.

## Отзывы
| Сводный рейтинг       | Сводный рейтинг |
| Агрегатор             | Оценка          |
| --------------------- | --------------- |
| GameRankings          | 86,74 %         |
| Metacritic            | 87/100          |
| Иноязычные издания    |                 |
| Издание               | Оценка          |
| 1UP.com               | B+              |
| Русскоязычные издания |                 |
| Издание               | Оценка          |
| Absolute Games        | 81 %            |
| «Игромания»           | 8,0/10          |
| «Страна игр»          | 8,0/10          |